# Roșiori (gmina w okręgu Jałomica)
Roșiori – gmina w Rumunii, w okręgu Jałomica. Obejmuje tylko jedną miejscowość Roșiori. W 2011 roku liczyła 1900 mieszkańców. 